# Giải bóng đá trong nhà vô địch quốc gia Trung Quốc
Giải bóng đá trong nhà vô địch quốc gia Trung Quốc là giải đấu cao nhất dành cho các câu lạc bộ bóng đá trong nhà ở Trung Quốc. Đội chiến thắng có quyền tham gia Giải vô địch bóng đá trong nhà các câu lạc bộ châu Á.

## Lịch sử
| Mùa giải  | Nhà vô địch       |
| --------- | ----------------- |
| 2003–2004 | Guangzhou Guowang |
| 2004–2005 | Wuhan Dilong      |
| 2005–2006 | Wuhan Dilong      |
| 2006–2007 | Wuhan Dilong      |
| 2007–2008 | Wuhan Dilong      |
| 2008–2009 | Wuhan Dilong      |
| 2009–2010 | Wuhan Dilong      |
| 2010–2011 | Shenzhen Nanling  |
| 2011–2012 | Shenzhen Nanling  |
| 2012–2013 | Shenzhen Nanling  |
| 2013–2014 | Shenzhen Nanling  |